# Wierchnij Akbasz
Wierchnij Akbasz (ros. Верхний Акбаш) – wieś w Rosji, w Kabardo-Bałkarii, w rejonie tierskim. W 2010 liczyła 2661 mieszkańców.